# Straat Bali
Straat Bali is een zeestraat tussen de Indonesische eilanden Java en Bali. Het water vormt de grens tussen de Indonesische provincies Oost-Java en Bali. De Straat Bali is ondiep en op het smalste punt 3 kilometer breed. Het water vormt een verbinding tussen de Indische Oceaan in het zuiden met de Balizee in het noorden.